# Secret Agent (Computerspiel)
Secret Agent ist ein Jump ’n’ Run, das 1992 von Apogee in drei Episoden entwickelt und veröffentlicht wurde. Das Spiel verwendet dieselbe Engine wie sein Vorgänger Crystal Caves. Auf den Markt kam es am 1. Februar 1992.
Die erste Episode ist kostenlos (Shareware), während die anderen beiden kostenpflichtig sind und bis heute verkauft werden. Alle drei Episoden haben ein identisches Gameplay, die gleiche Engine und unterscheiden sich lediglich in Level-Design und Handlung.
Die Trilogie umfasst die Episoden:
- Episode 1 – The Hunt for Red Rock Rover
- Episode 2 – Kill Again Island
- Episode 3 – Dr. No Body

## Gameplay
Der Spieler steuert einen Geheimagenten, der im Spiel selbst nur unter dem Namen „Agent 006½“ auftritt. Alle 3 Episoden haben jeweils 16 Level. Alle Level enthalten die gleiche Hauptmission: Zur Radarantenne vordringen, sie zerstören und anschließend einen Fluchtweg freisprengen, um das Level zu verlassen.
Die wichtigste Neuerung in Secret Agent ist die Karte, über die der Spieler die Level beliebig auswählen kann. Die Grundidee, die Reihenfolge der Level selbst auswählen zu können, wurde bereits im Vorgängerspiel Crystal Caves umgesetzt. Das wirklich Neue an Secret Agent ist jedoch die Ansicht über eine Karte aus der Vogelperspektive. Ein Konzept, das später in sämtlichen Teilen des Apogee-Spiels Commander Keen weitergeführt wurde.
Um zur Radarantenne vordringen zu können, muss „Agent 006½“ jedoch erst eine Reihe an Hindernissen überwinden: Wasserbecken, in denen Haie schwimmen, Laser-Schranken, Selbstschussanlagen, verschlossene Türen, Landminen, Wachhunde, bewaffnete Gegner, Roboter, Flugdrohnen und Cyborgs. Die Schlüssel sind über das Level verteilt. Zudem muss „Agent 006½“ eine Diskette finden, über die er die Laser-Schranke deaktivieren kann. In vielen Leveln gibt es zudem unsichtbare Plattformen, die über eine spezielle Sonnenbrille sichtbar gemacht werden können. Zudem gibt es verschiebbare Fässer, die genutzt werden können, um höher gelegene Items zu erreichen. Nachdem die Radarantenne zerstört ist, muss noch das Dynamit gefunden werden, um den Fluchtweg frei zu sprengen.
Die Items bestehen überwiegend aus Highscore-Punkten. Daneben gibt es auch Munition und Spezial-Items, durch die die Spielfigur kurzfristig schneller rennen, höher springen oder schneller schießen kann. Zudem gibt es Schlüssel, eine Diskette, um den Computer für die Laser-Schranke zu knacken, sowie das Dynamit-Bündel für den Fluchtweg. Die Highscore-Items „S“, „P“ und „Y“ ergeben Extrapunkte, wenn sie in der richtigen Reihenfolge eingesammelt werden.